# Alianza Fútbol Club (Panama)
Ne doit pas être confondu avec l'Alianza Fútbol Club du Salvador
Maillots
L'Alianza Futbol Club est un club panaméen de football basé à Panama.

## Historique
- 1963 : fondation du club